# Jacob Rosenbarger
Jacob Rosenbarger (Fort Collins, Colorado, 6 augustus 1978) is een Amerikaans voormalig professioneel wielrenner. Hij kwam in zijn carrière onder meer één jaar uit voor BMC Racing Team. Vanwege slechte resultaten (hij won geen enkele koers en wist ook geen andere ereplaatsen te halen) wist hij na een jaar bij BMC geen nieuw contract af te dwingen en beëindigde zijn carrière.

## Grote rondes
geen
Galvin · 
Garcia ·
Hanson ·
Hartley ·
McKissick ·
Miller ·
Moninger ·
Moos ·
Nydam ·
Rosenbarger ·
Sayers ·
Schmatz ·
Stewart ·
Vitoria